# 小山恭正
小山 恭正(こやま やすまさ)は、日本で活動する男性音響効果技師。フリーランス。以前はサウンドガーデン、SOUNDS GOODに所属していた。
特に音響監督の岩浪美和や明田川仁、山口貴之、同じく音響効果技師の斎藤みち代と組むことが多い。

## 担当作品

### テレビアニメ
2004年
- 花右京メイド隊 La Verite
- 吟遊黙示録マイネリーベ

2005年
- スターシップ・オペレーターズ
- かりん

2006年
- 吟遊黙示録マイネリーベwieder
- イノセント・ヴィーナス

2007年
- 鋼鉄三国志
- 鋼鉄神ジーグ
- 鉄子の旅
- はぴはぴクローバー
- ZOMBIE-LOAN
- ご愁傷さま二ノ宮くん

2008年
- ライブオン CARDLIVER 翔

2009年
- 獣の奏者 エリン
- 鋼殻のレギオス
- アキカン!
- 11eyes

2010年
- 伝説の勇者の伝説
- FORTUNE ARTERIAL 赤い約束

2011年
- カードファイト!! ヴァンガード
- これはゾンビですか?
- SKET DANCE
- アスタロッテのおもちゃ!
- もしドラ
- デッドマン・ワンダーランド
- いつか天魔の黒ウサギ
- マケン姫っ!

2012年
- Another
- パパのいうことを聞きなさい!
- カードファイト!! ヴァンガード アジアサーキット編
- あっちこっち
- これはゾンビですか?オブ・ ザ・デッド
- トータル・イクリプス
- カンピオーネ! 〜まつろわぬ神々と神殺しの魔王〜
- この中に1人、妹がいる!
- じょしらく
- ガールズ&パンツァー
- PSYCHO-PASS サイコパス
- ジョジョの奇妙な冒険

2013年
- 俺の彼女と幼なじみが修羅場すぎる
- GJ部
- まんがーる!
- カードファイト!! ヴァンガード リンクジョーカー編
- ゆゆ式
- 変態王子と笑わない猫。
- 帰宅部活動記録
- 幻影ヲ駆ケル太陽
- げんしけん 二代目
- きんいろモザイク
- 超次元ゲイム ネプテューヌ THE ANIMATION
- ふたりはミルキィホームズ
- Super Seisyun Brothers-超青春姉弟s-
- 凪のあすから
- ストライク・ザ・ブラッド
- 夜桜四重奏 〜ハナノウタ〜
- ぎんぎつね
- のんのんびより
- 東京レイヴンズ
- BLAZBLUE ALTER MEMORY
- 俺の脳内選択肢が、学園ラブコメを全力で邪魔している

2014年
- ノブナガン
- ウィッチクラフトワークス
- 未確認で進行形
- カードファイト!! ヴァンガード レギオンメイト編
- 悪魔のリドル
- selector infected WIXOSS
- ジョジョの奇妙な冒険 スターダストクルセイダース
- ノーゲーム・ノーライフ
- 風雲維新ダイ☆ショーグン
- 龍ヶ嬢七々々の埋蔵金
- シドニアの騎士
- GJ部＠
- 戦国BASARA Judge End
- 精霊使いの剣舞
- LOVE STAGE!!
- テラフォーマーズ
- selector spread WIXOSS
- Fate/stay night [Unlimited Blade Works]
- トリニティセブン
- SHIROBAKO
- PSYCHO-PASS サイコパス 2
- ゆるゆり なちゅやちゅみ!

2015年
- 探偵歌劇 ミルキィホームズ TD
- ダンジョンに出会いを求めるのは間違っているだろうか
- アルスラーン戦記
- プラスティック・メモリーズ
- ハロー!!きんいろモザイク
- パンチライン
- シドニアの騎士 第九惑星戦役
- ケイオスドラゴン 赤竜戦役
- 青春×機関銃
- 下ネタという概念が存在しない退屈な世界
- 六花の勇者
- 監獄学園
- ゆるゆり なちゅやちゅみ!+
- のんのんびより りぴーと
- ヘヴィーオブジェクト
- コメット・ルシファー
- ゆるゆり さん☆ハイ!

2016年
- プリンス・オブ・ストライド オルタナティブ
- NORN9 ノルン+ノネット
- 少女たちは荒野を目指す
- 僕だけがいない街
- ファンタシースターオンライン2 ジ アニメーション
- ブブキ・ブランキ
- 最弱無敗の神装機竜
- この素晴らしい世界に祝福を!
- 亜人
- 迷家-マヨイガ-
- ジョジョの奇妙な冒険 ダイヤモンドは砕けない
- テラフォーマーズ リベンジ
- ジョーカー・ゲーム
- ふらいんぐうぃっち
- ベルセルク
- Rewrite
- アルスラーン戦記 風塵乱舞
- NEW GAME!
- タブー・タトゥー
- レガリア The Three Sacred Stars
- ねじ巻き精霊戦記 天鏡のアルデラミン
- 斉木楠雄のΨ難
- タイムボカン24
- ブブキ・ブランキ 星の巨人
- Lostorage incited WIXOSS
- 競女!!!!!!!!
- クラシカロイド
- 探偵オペラ ミルキィホームズ ファンファンパーリーナイト♪

2017年
- 幼女戦記
- 風夏
- ハンドシェイカー
- この素晴らしい世界に祝福を!2
- MARGINAL#4 KISSから創造るBig Bang
- タイムボカン 逆襲の三悪人

2018年
- キリングバイツ
- ポプテピピック
- ラストピリオド -終わりなき螺旋の物語-
- 殺戮の天使
- ソードアート・オンライン アリシゼーション

2019年
- あひるの空
- えんどろ〜!
- 炎炎ノ消防隊
- 慎重勇者〜この勇者が俺TUEEEくせに慎重すぎる〜
- ダンジョンに出会いを求めるのは間違っているだろうかII
- とある科学の一方通行
- 魔法少女特殊戦あすか
- まちカドまぞく
- ワンパンマン（第2期）
- Dr.STONE

2020年
- ギャルと恐竜
- 戦翼のシグルドリーヴァ
- ダーウィンズゲーム
- 富豪刑事 Balance:UNLIMITED

2022年
- うる星やつら（2022年版） ※斎藤みち代と共同担当

2023年
- Buddy Daddies
- 便利屋斎藤さん、異世界に行く ※斎藤みち代と共同担当
- この素晴らしい世界に爆焔を！
- 帰還者の魔法は特別です
- るろうに剣心 -明治剣客浪漫譚-（2023年版）

2024年
- 治癒魔法の間違った使い方
- 勇気爆発バーンブレイバーン ※斎藤みち代と共同担当
- 真夜中ぱんチ

2025年
- ババンババンバンバンパイア
- ハニーレモンソーダ
- Aランクパーティを離脱した俺は、元教え子たちと迷宮深部を目指す。
- 日々は過ぎれど飯うまし
- SAND LAND: THE SERIES
- サイレント・ウィッチ 沈黙の魔女の隠しごと
- 週刊ラノベアニメ ※浦畑将と共同担当

### 劇場アニメ
2009年
- チョコレート・アンダーグラウンド

2011年
- たんすわらし。

2012年
- 劇場版 BLOOD-C The Last Dark

2013年
- 陽なたのアオシグレ
- 攻殻機動隊 ARISE

2014年
- 劇場版 カードファイト!! ヴァンガード ネオンメサイア

2015年
- 劇場版 PSYCHO-PASS サイコパス
- アキの奏で
- 攻殻機動隊 新劇場版
- 心が叫びたがってるんだ。
- ガールズ&パンツァー 劇場版

2016年
- 劇場版selector destructed WIXOSS
- 劇場版 探偵オペラ ミルキィホームズ〜逆襲のミルキィホームズ〜
- Planetarian 〜星の人〜

2017年
- 劇場版 ソードアート・オンライン -オーディナル・スケール-

### OVA
2003年
- 犬夜叉 天下覇道の剣（フォーリー） ※浦畑将、田中秀実、上田文子、斎藤みち代と共同担当

2003年
- 犬夜叉 紅蓮の蓬莱島（フォーリー） ※斎藤みち代、横澤由美子と共同担当

2008年
- switch

2010年
- 百合星人ナオコサン

2011年
- マジンカイザーSKL

2012年
- 乃木坂春香の秘密 ふぃな〜れ♪
- 乙女はお姉さまに恋してる 2人のエルダー THE ANIMATION

2013年
- れすきゅーME!
- カガクなヤツら
- アークIX

2014年
- ガールズ&パンツァー これが本当のアンツィオ戦です!

2016年
- ストライク・ザ・ブラッド II

### webアニメ
2016年
- planetarian 〜ちいさなほしのゆめ〜

### 人形劇
2016年
- Thunderbolt Fantasy 東離劍遊紀